# Verlagsgruppe Beltz
Die Verlagsgruppe Beltz mit Sitz in Weinheim ist ein konzernunabhängiges deutsches Verlagsunternehmen, der in den Themenbereichen Kinder- und Jugendbuch, Bildung und Erziehung, Weiterbildung, Pädagogik und Psychologie, Wissenschaft tätig ist und über eine eigene Druckerei und Buchhandlungen verfügt. Seit 2015 gehört der Campus-Verlag zu 100 % dazu. Das Unternehmen wurde ursprünglich 1841 als Druckerei von Julius Beltz im thüringischen Langensalza gegründet und 1868 um ein Verlagsgeschäft erweitert. Heute wird das Familienunternehmen in 6. Generation eigenständig geführt und beschäftigt insgesamt 282 Personen.

## Geschichte
Die Gründung des Unternehmens datiert auf das Jahr 1841, in dem der gelernte Buchdrucker Julius Beltz im thüringischen Langensalza, östlich von Mühlhausen, eine Druckerei eröffnete. 1868 übernahm Beltz den Verlag Adolph Büchting in Nordhausen. Seitdem firmierte das Unternehmen als „Verlagsgeschäft Julius Beltz“, einem Verlag für Lehrbücher mit regionaler Verbreitung. 1903 übernahm Julius Beltz, der Enkel des Gründers, das Unternehmen von seiner Mutter Helene. 1909 begann mit dem Kauf der Zeitschrift „Die Volksschule“ die Entwicklung, die Beltz in den 1920er-Jahren zu einem Schulbuchverlag werden ließ. 1932 trat der Sohn Wilhelm Beltz als Gesellschafter in die Firma ein. Das Verlagsprogramm umfasste damals 16 Zeitschriften und weit über tausend Bücher, Ganzschriften und Lesehefte.
Zur Zeit des Nationalsozialismus verhielt sich der Beltz Verlag nach neueren Forschungsergebnissen systemkonform und hat sich mit dem NS-Staat arrangiert. Für die 2017/2018 durchgeführte Studie wurden mehr als 1600 Veröffentlichungen, die bei Beltz in den Jahren 1933 bis 1945 erschienen sind, gesichtet. Die Auswertung ergab, dass um die 11 Prozent der Publikationen nationalsozialistische und antisemitische Propaganda beinhalteten. Inhaltlich decken diese Schriften die ganze Bandbreite der NS-Ideologie ab. Die Untersuchung war vom Verlag im Jahr des 175. Verlagsjubiläums im August 2017 in Auftrag gegeben worden.
1946 wurden große Teile der Druckerei von der sowjetischen Militäradministration als Reparationen requiriert. Das Verlagsgeschäft brach ein. 1949 verließ die Verlegerfamilie Beltz als sog. Zonenflüchtlinge die Heimat und ließ sich in Weinheim bei Heidelberg nieder. Dort erfolgte die Neugründung des Beltz Verlags. Unternehmen und Vermögen in Langensalza wurden wegen Republikflucht enteignet – die Druckerei als „VEB Thomas Müntzer“ fortgeführt. 1960 hatte sich Beltz mit seiner Offsetdruckerei und dem pädagogischen Verlag neu etabliert. Manfred Rübelmann stieg 1960 in das Unternehmen ein und wurde bereits 1963 Gesellschafter. Das Ehepaar Beltz adoptierte ihn 1970, fortan war Manfred Beltz Rübelmann persönlich haftender Gesellschafter. In den 1970er Jahren kam zum traditionellen Standbein der Pädagogik die Psychologie hinzu – das Wissenschaftsmagazin „Psychologie Heute“ wurde gegründet. Unter Federführung von Hans Joachim Gelberg startete zudem das neue Kinder- und Jugendbuchprogramm „Beltz & Gelberg“. In den 1980er Jahren beteiligte sich Beltz am Juventa Verlag, übernahm den von Jochen Severin gegründeten Quadriga Verlag aus Berlin (heute zum Bastei Lübbe Verlag gehörend) und rief das Taschenbuchprogramm „Gulliver“ ins Leben.
Die deutsche Wiedervereinigung brachte für Beltz die Möglichkeit des Rückkaufs des Stammhauses in Bad Langensalza – ab 1992 wurde der Betrieb komplett erneuert. In zwei Investitionsabschnitten entstand bis 2003 eine moderne Großbuchbinderei. Ebenfalls 2003 übernahm Joachim Radmer die Geschäftsführung von Manfred Beltz Rübelmann. Nach Radmers überraschendem Tod wurde im Herbst 2004 Marianne Rübelmann Geschäftsführerin der Julius Beltz GmbH & Co. KG. 2012 musste der zweite Druck-Dienstleistungsstandort in Hemsbach aufgegeben werden. 2015 ging die langjährige Beteiligung am Campus Verlag in eine Inhaberschaft über. Das gesellschafts-, kultur- und wirtschaftspolitische Programm ergänzt nun das Portfolio des Beltz-Verlags. 
Ab dem 1. November 2025 übernimmt Steffen Bohne die kaufmännische Geschäftsführung der Beltz Rübelmann Holding GmbH & Co. KG von Klaus Ertel, der im Sommer 2026 seine Position als Geschäftsführer niederlegen wird.

## Unternehmen
Dachgesellschaft ist die Beltz Rübelmann Holding GmbH & Co. KG, die alle Anteile der Tochterfirmen in der Gruppe hält und zentrale Dienste für die Gesellschaften zur Verfügung stellt. Zum Unternehmen gehören die Verlagsgruppe Beltz und Campus, die Grafischen Betriebe in Bad Langensalza und die Buchhandlung Beltz in Weinheim. Mit insgesamt mehr als 280 Mitarbeitenden wird ein Jahresumsatz von rund 50 Mio. Euro erwirtschaftet. Beltz ist in 6. Generation ein unabhängiges Familienunternehmen.

## Publikationen
Der Verlag publiziert seit 1971 Bilderbücher, Kinderbücher und Jugendliteratur. Besonders bekannt wurden die Janosch-Bücher, und in neuerer Zeit die Reihen des Autorinnen-Teams Erin Hunter, wie z. B. Warrior Cats. Das Programm Beltz Sachbuch ist auf Ratgeber für Familien- und Erziehungsfragen spezialisiert. Seit über 35 Jahren erscheint bei Beltz zudem die Zeitschrift „Psychologie Heute“.
Im Fachbereich umfasst das pädagogische Programm Werke für die schulische Praxis und die Aus- und Weiterbildung von Lehrern und Lehrerinnen. Bei Beltz-Juventa findet sich das Spektrum von Sozialer Arbeit bis Gesundheitswesen, Beltz Psychologie publiziert Fachbücher für Lehre und Praxis. Seit 2015 gehört auch das Campus-Programm mit seinem Schwerpunkt Sozialwissenschaften und Wirtschaftsfachbuch zum Beltz Verlag.